# Sallustiano
Sallustiano är en stadsdel i norra Rom och tillika ett av Roms rioni. Namnet ”Sallustiano” åsyftar Sallustius som under 40-talet f.Kr. lät uppföra Horti Sallustiani, det vill säga Sallustius trädgårdar.

## Kyrkor i urval
- San Camillo de Lellis
- Sacro Cuore di Gesù
- Santa Maria della Vittoria

## Byggnadsverk i urval
- Villino Boncompagni Ludovisi
- Villino Casati
- Villino Levi
- Villino Pignatelli
- Villino Rasponi
- Villino Rattazzi
- Villino Rudinì